# ISCH-Planeta
ISCH-Planeta (russisch ИЖ-Планета) ist eine Reihe russischer Motorradmodelle, die in der Fabrik Ischmasch von 1962 bis 2008 hergestellt wurde. 

## Geschichte
Die ISCH-Planeta löste die ISCH-56 ab, an den grundlegenden Konstruktionsmerkmalen änderte sich jedoch nichts. Die Motorleistung betrug zunächst unverändert 13 PS. Mit der ISCH-Planeta-2 stieg die Leistung 1964 auf 15,5 PS. Die ab 1970 gebaute ISCH-Planeta-3 wies einige Modifikationen auf und die Leistung steigerte sich erneut auf nunmehr 18 PS. Im Zuge von Modellpflegen 1977 und 1981 wurde sie als ISCH-Planeta-3-01 bzw. ISCH-Planeta-3-02 bezeichnet. Die ISCH-Planeta-4 ab 1983 zeichnete sich unter anderem durch 12-Volt-Elektrik aus. Erst mit der ISCH-Planeta-5 gab es 1987 eine tiefgreifende Überarbeitung des noch auf der DKW NZ 350 basierenden Triebwerks, es leistete nun etwa 22 PS und hatte einen Einfachauspuff anstatt der bisherigen Doppelauspuffanlage. Mit der Modellpflege zur ISCH-Planeta-05-01 im Jahr 1995 hielt unter anderem eine kontaktlose Zündung Einzug. Alle Motorräder der Baureihe haben einen Einzylinder-Zweitaktmotor mit 346,6 cm3 Hubraum (ISCH-Planeta-Sport: 340 cm3).
Die Planeta-Motorräder galten in der Sowjetunion als qualitativ hochwertiger als andere Motorräder aus heimischer Fertigung. Sie wurden in großen Stückzahlen produziert, allein von der ISCH-Planeta-3 wurden 1970–1985 1,1 Millionen Exemplare gebaut.

## ISCH-Planeta-Sport
Ab 1974 wurde parallel zur regulären Planeta die ISCH-Planeta-Sport produziert, bei der es sich einschließlich Motor um eine Neukonstruktion handelte. Erstmalig im sowjetischen Motorradbau wurde dabei eine elastische Motoraufhängung und Getrenntschmierung verwirklicht. Sie hatte auch bereits eine Einfachauspuffanlage. Bei 340 cm³ Hubraum erreichte die Einzylindermaschine mit Mikuni-Vergaser eine Leistung von 30 PS und eine Höchstgeschwindigkeit von 140 km/h. Die Produktion lief bis 1984.

## Galerie

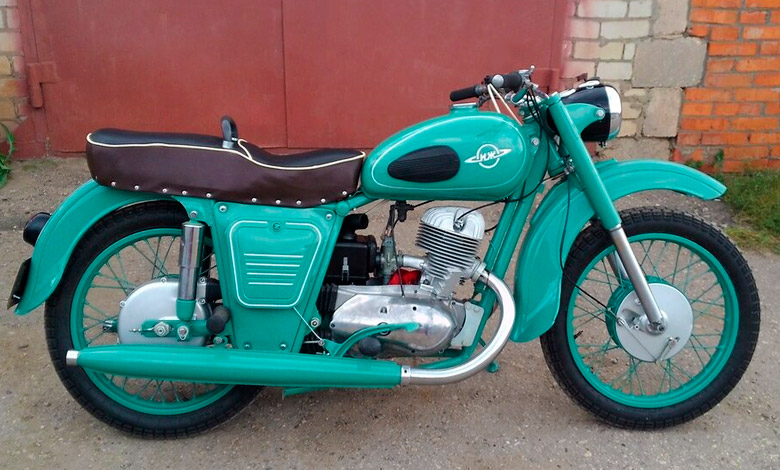
ISCH-Planeta-1
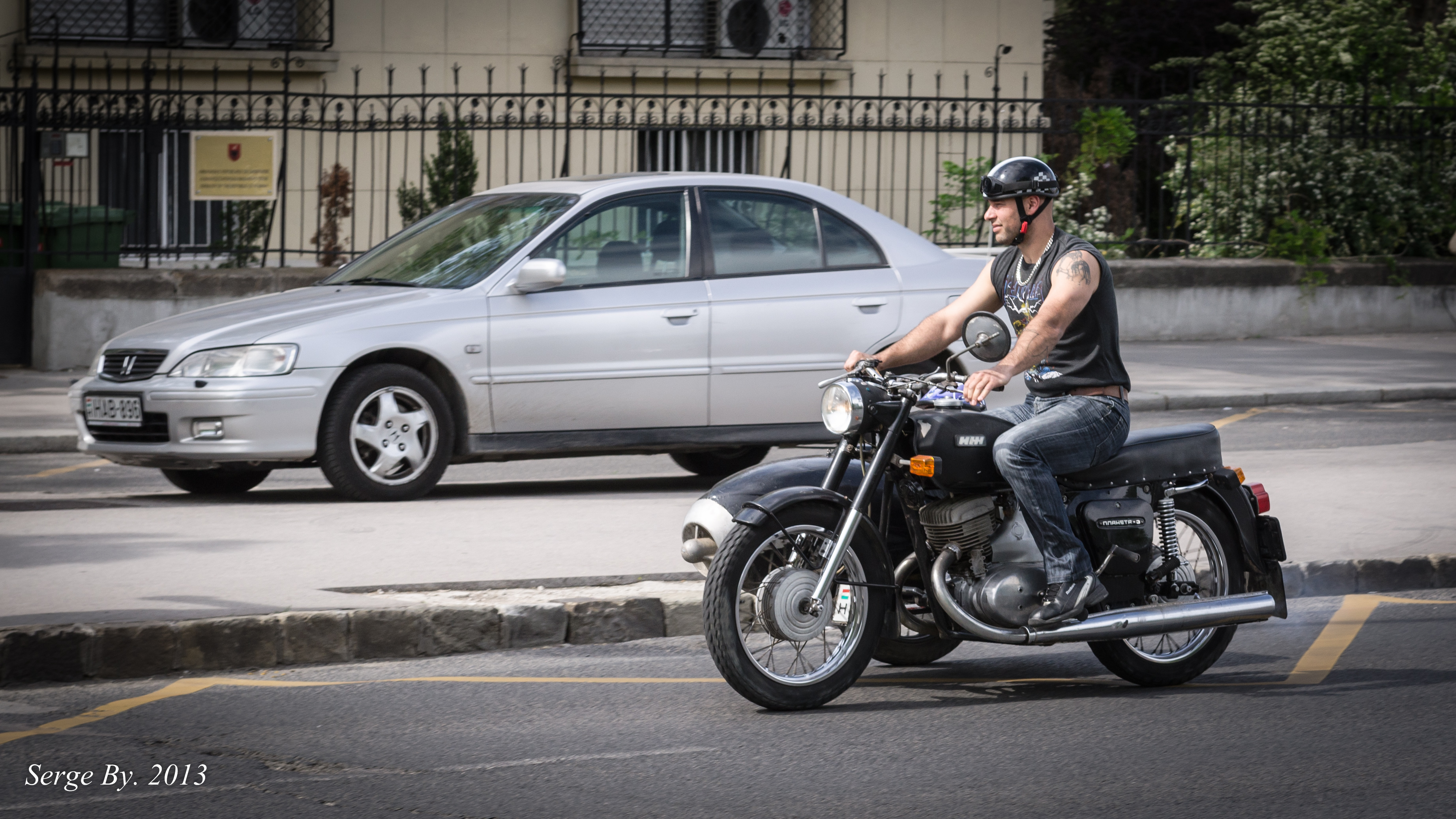
ISCH-Planeta-3
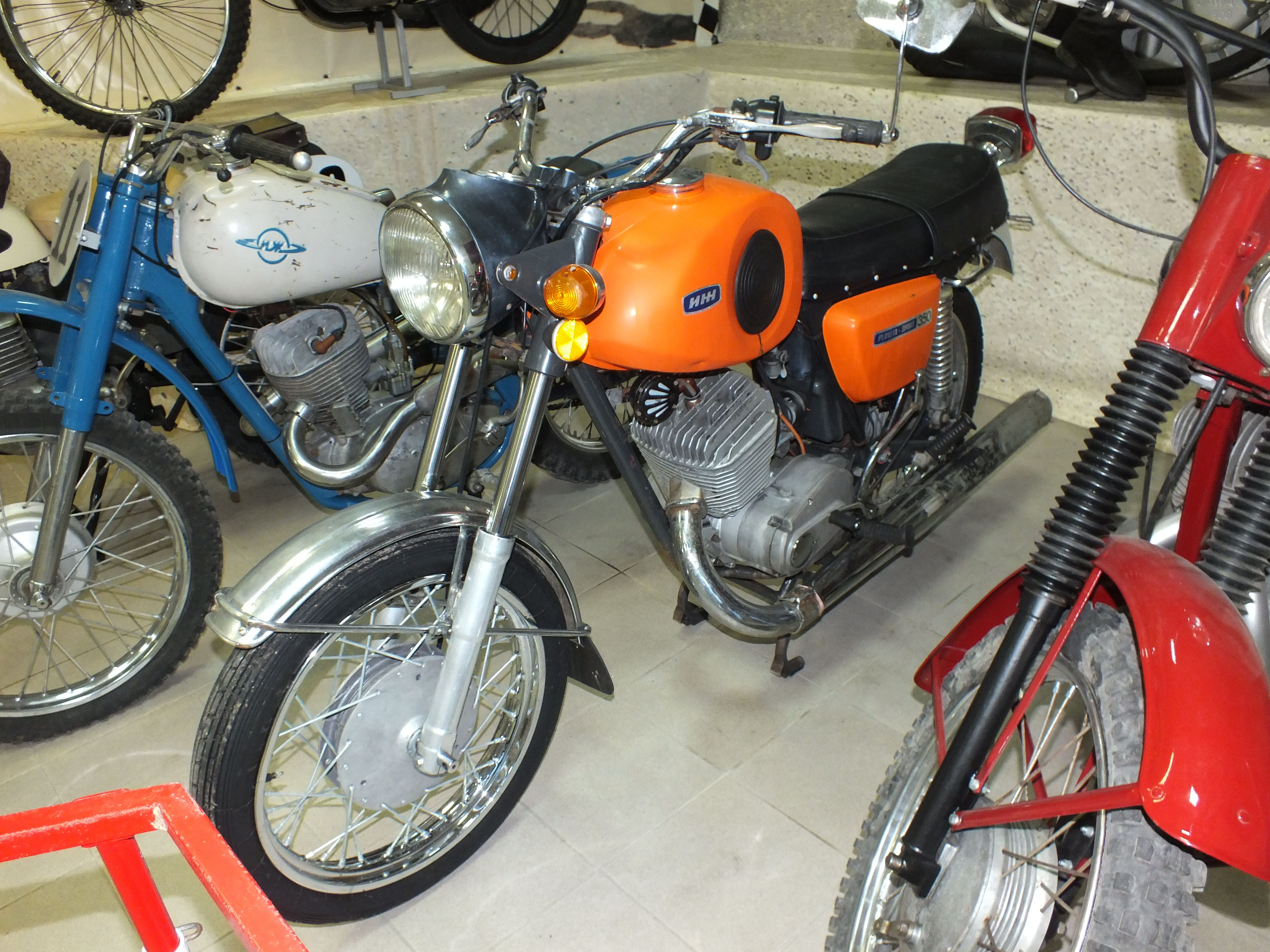
ISCH-Planeta-Sport
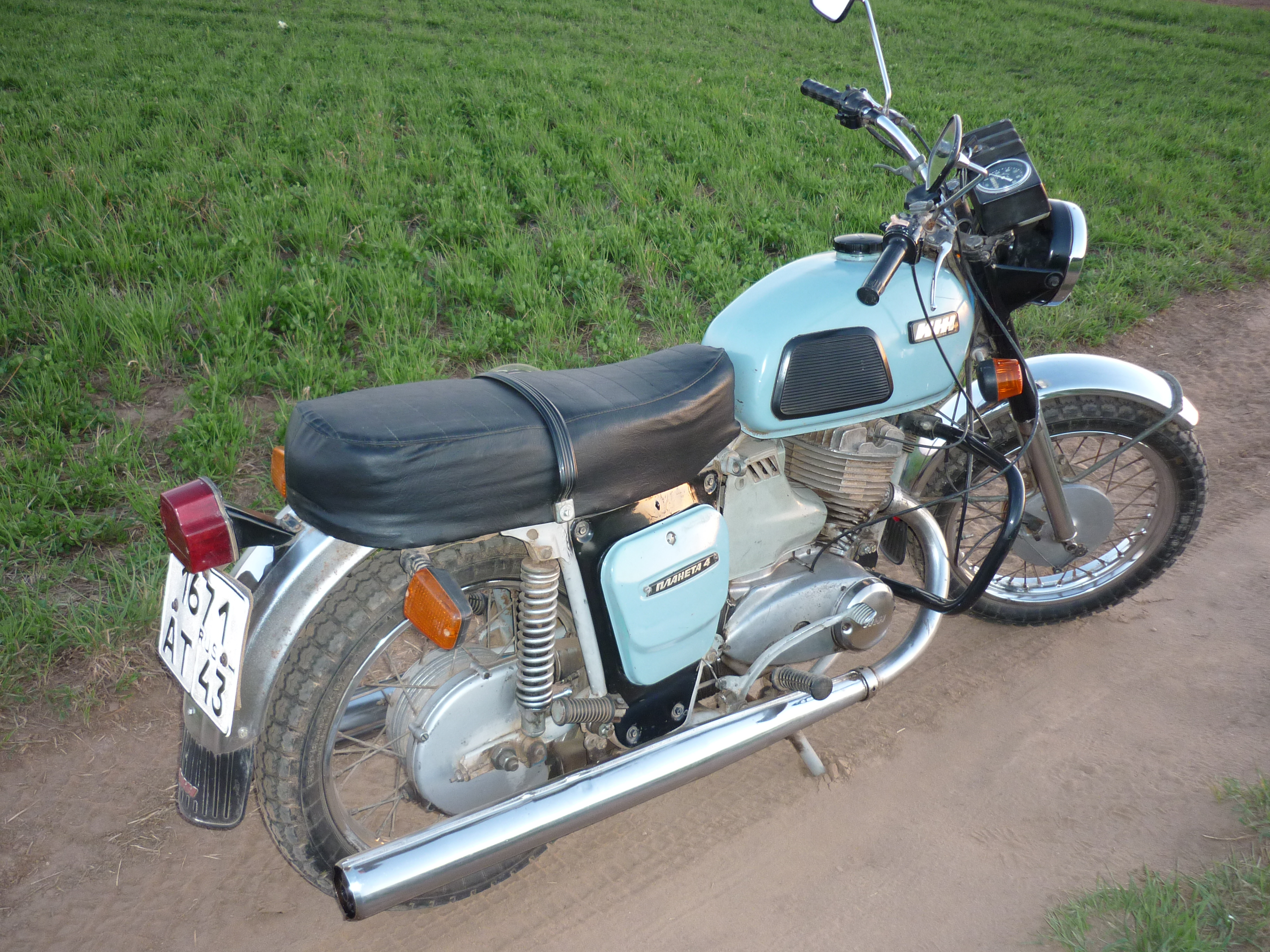
ISCH-Planeta-4
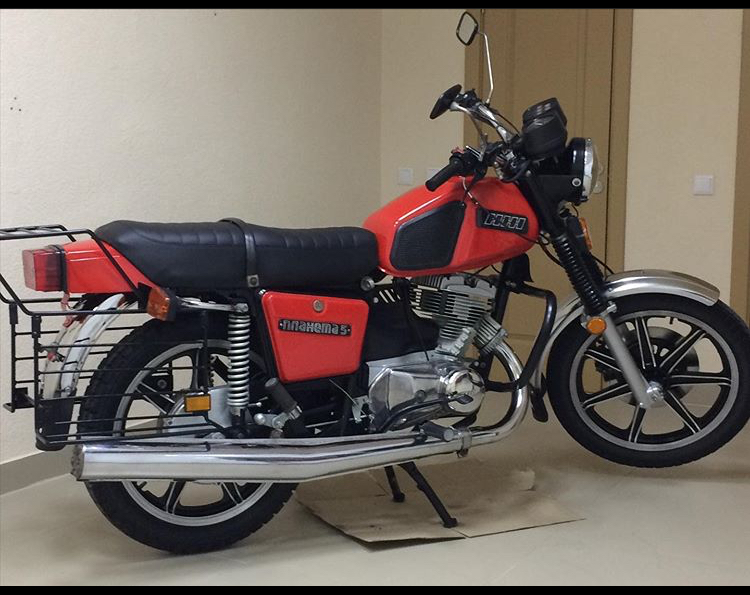
ISCH-Planeta-5
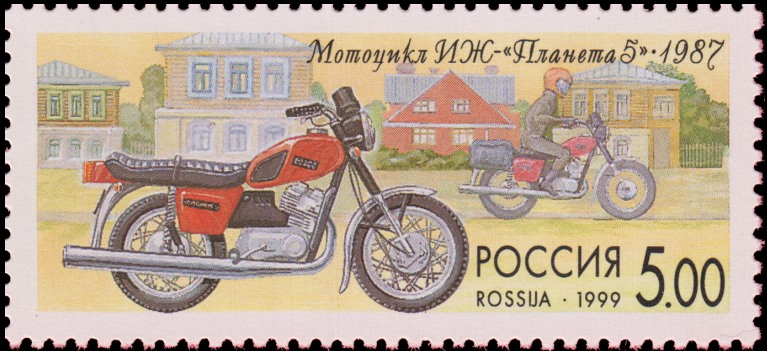
ISCH-Planeta-5 auf einer russischen Briefmarke von 1999